# Maur Baru
Maur Baru is een bestuurslaag in het regentschap Musi Rawas van de provincie Zuid-Sumatra, Indonesië. Maur Baru telt 1733 inwoners (volkstelling 2010).